# Miki Mizuno
Miki Mizuno (水野 美紀 Mizuno Miki?, nacida el 28 de junio de 1974) es una actriz japonesa. Interpretó el papel de villana en la película de terror Carved como la Kuchisake-onna un espíritu vengativo malévolo que mató a muchos niños.

## Carrera
Mizuno protagonizó las películas de acción de Takanori Tsujimoto Hard Revenge Milly y Hard Revenge Milly: Bloody Battle. También protagonizó la película de 2011 de Sion Sono Koi no Tsumi.

## Filmografía

### Películas
- Kunoichi Ninpocho (1991)
- Honban Joyu (1992)
- Kunoichi Ninpocho 2: Sei Shojo no Hiho (1992)
- Sádica Mariya (1992)
- Shura no Jakushi: Narumi 2 (1993)
- Nekketsu Golf Club (1994)
- Raiden (1994)
- Shoot (1994)
- Daishitsuren (1995)
- Gamera 2: Legion Shūrai (1996)
- Odoru daisosasen (1998)
- Salaryman Kintaro (1999)
- Genjitsu no Tsuzuki Yume no Owari (1999)
- Senrigan (2000)
- Odoru daisosasen 2 (2003)
- Koibito wa Sniper (2004)
- Kôshônin: Mashita Masayoshi (2005)
- Zukan ni Nottenai Mushi (2007)
- Carved (2007)
- Ano sora wo oboeteru (2008)
- Sasori (2008)
- Hard Revenge Milly (2008)
- Hard Revenge Milly: Bloody Battle (2009)
- Katen no shiro  (2009)
- Waya! Uchuu Ichi no Osekkai Daisakusen (2011)
- Koi no Tsumi (2011)
- Mina muerta (2012)
- Ore wa mada honki dashite nai dake (2013)
- Una pastelería en Tokio (2015)[6]

### Televisión
- Chikyū Sentai Fiveman (1990)
- Itoko Doshi (1992)
- Yume Miru Koro o Sugitemo (1994)
- Koibito yo (1995)
- Natural Ai no Yukue (1996)
- Tsubasa o Kudasai! (1996)
- Edad 35 Koishikute (1996)
- Mejor socio (1997)
- Shokuinshitsu (1997)
- Bayside Shakedown (1997)
- Hotel (1998)
- Team (1999)
- Kanojotachi no Jidai (1999)
- Salaryman Kintaro (1999)
- Oyaji (2000)
- Hanamura Daisuke (2000)
- Beautiful Life (2000)
- Koi ga Shitai x3 (2001)
- Joshiana (2001)
- Shiawase no Shippo (2002)
- Hatsutaiken (2002)
- Koibumi (2003)
- Okaasan a Issho (2003)
- Tobosha (2004)
- Dream (2004)
- Slow Start (2007)
- Galileo (2007)
- Hakui no Namida (2013)
- Sora Tobu Kôhôshitsu (2013)
- Jiken Kyūmeii: Imat no Kiseki (2013)[7]
- Umi no Ue no Shinryōjo Episodio 10 (2013)[8]
- Team Bachisuta 4 (2014)[9]
- Jiken Kyūmeii 2: Imat no Kiseki (2014)[10]
- Kazoku Gari (2014)[11]
- Masshiro (2015)[12]
- I'm Home (2015)[13]
- 37.5 °C no Namida (2015)
- Love Song (2016)
- Scarlet (2019-20)